# Sauviac (Gers)
Sauviac è un comune francese di 112 abitanti situato nel dipartimento del Gers nella regione dell'Occitania.

## Società

### Evoluzione demografica
Abitanti censiti